# Lushnja

Lushnja város Közép-Albánia nyugati részén, az azonos nevű Lushnja kerület székhelye. Az ország kilencedik legnépesebb városa, lakossága mintegy 42 300 fő (2006, becslés). Jelentős agrárváros. Albánia legtermékenyebb területén, a Myzeqeja síkság északnyugati, domboktól övezett szegletében fekszik.

## Történelem
A város helyén Salushe néven egy török földesúr özvegye építtetett pihenőállomást a Dıraç–Berat úton közlekedők számára. 1920. január 21–31. között itt tartották az első világháborút lezáró és a nemzeti kérdéseket újrafogalmazó, alkotmányozó lushnjai kongresszust, amelyen a megjelentek deklarálták Albánia függetlenségét. Sylejman Delvina vezetésével kinevezték a nemzeti kormányt, megalakították az ország ügyeit intéző Legfelsőbb Tanácsot és Tiranát jelölték ki az ország ideiglenes fővárosának.
Folklorisztikai érdekesség, hogy a lushnjaiak Albánia „rátóti atyafiai”, ők állnak az ostoba emberekről szóló viccek, anekdoták, rátótiádák célkeresztjében.
1. ↑  Thomas Brinkhoff: Albania: Prefectures and Major Cities - Population Statistics, Maps, Charts, Weather and Web Information. Citypopulation.de . [2022. november 20-i dátummal az eredetiből archiválva]. (Hozzáférés: 2024. július 20.)